# José María Robles Hurtado
San José María Robles Hurtado fue un sacerdote, escritor, fundador y mártir mexicano. Nació en la ciudad de Mascota, Jalisco, el 3 de mayo de 1888 (festividad de la santa cruz). El 26 de junio de 1927 fue muerto ahorcado en la parte más alta de la sierra de Quila, Jalisco a causa de la Guerra Cristera.

## Biografía
Hijo de Antonio de Robles Mardueño y Petronila Hurtado Uribe. Fue bautizado el mismo día de su nacimiento. Recibió la confirmación el 10 de marzo de 1896. Hizo su primera comunión el 12 de septiembre de 1895 en la localidad de La Yerbabuena (mpio. de Mascota). Inició sus estudios en la escuela parroquial y continuó su instrucción primaria en la escuela oficial.
En 1901 ingresó al seminario de Guadalajara. En 1904 estuvo a punto de dejar el seminario al sufrir varias enfermedades y pretextando pueriles penalidades; pero sus padres, con amor y energía, le hicieron recapacitar en la sublimidad de su vocación, y al practicar unos ejercicios espirituales se afianzó en su vocación. Uno de los males que lo aquejaban, eran fuertes dolores de cabeza, por vista cansada, que desaparecieron al adaptarle los lentes, que usó por el resto de su vida.
Era inteligente y muy estudioso, por lo que siempre se distinguió con máximas calificaciones. Fue tonsurado en enero de 1905. Siendo estudiante de teología, en 1908 acompaña a uno de sus profesores, don Ignacio Plascencia, nombrado obispo de Tehuantepec, para misionar durante cuatro meses y medio en el estado de Oaxaca. En 1911 recibió el subdiaconado y el diaconado; un año más tarde le confiaron los cargos de vicerrector y ecónomo del seminario.
Poco antes de cumplir los 25 años de edad, fue ordenado sacerdote el 22 de marzo de 1913 en el templo de la Soledad de Guadalajara, por el Excmo. Sr. Arzobispo Francisco Orozco y Jiménez. Sus primeros ministerios estables empezaron en Guadalajara. Fue capellán de las "Siervas de Jesús Sacramentado", y director del "Instituto del Sagrado Corazón" (primaria y preparatoria) que desapareció con el avance de las fuerzas de Obregón. En mayo de 1914 fue enviado a su natal Mascota en vacaciones forzadas y adelantadas.
No podía regresar a Guadalajara porque había represalias contra el clero, permaneció en Mascota hasta 1916. Allí se dedicó a escribir algunos folletos de inspiración ascética. El estilo del Padre José María Robles en sus cartas es llano, sencillo y de naturaleza afectuosa. Su poesía es totalmente religiosa: se cuentan 60 composiciones en verso (dramáticas unas, líricas otras) y 56 himnos vertidos al latín. La prensa era su arma favorita. La esgrimía con oportunidad y habilidad. Desde que era seminarista aportó sus versos satíricos y su prosa apologética en publicaciones católicas en contra de pasquines blasfemos y anticlericales.
Siendo capellán en Mascota de las religiosas del "Verbo Encarnado", y durante la celebración de la Misa, en la fiesta del Sagrado Corazón de Jesús, 11 de junio de 1915, tuvo la inspiración de fundar una congregación religiosa cuyo carisma se inspiraba en el pensamiento: "Ya no verdugos, sino víctimas del Corazón Eucarístico de Jesús".
En 1916 fue destinado como ministro a la parroquia de Nochistlán, Zacatecas, cuyo párroco era el Sr. Cura Román Adame (ahora Santo Mártir). Allí fue nombrado profesor del seminario auxiliar y en su ministerio dio pruebas innumerables de obediencia, piedad, laboriosidad y abnegación. Por unos cuantos días fue trasladado como ministro a Mexticacán, Jalisco, pero regresó nuevamente a Nochistlán.
El 27 de diciembre de 1918 fundó la congregación de Víctimas del Corazón Eucarístico de Jesús, después de vencer serios obstáculos y siempre con ejemplar sumisión a las autoridades eclesiásticas. Siete fueron las hermanas fundadoras.
En diciembre de 1920 fue nombrado párroco de Tecolotlán, Jalisco. Mes y medio más tarde fue nombrado también vicario foráneo, o representante del obispo en una región territorial de la arquidiócesis de Guadalajara, que la formaba Tecolotlán, Tenamaxtlán, Unión de Tula, Ayutla y Juchitlán; todas estas poblaciones situadas a la mitad del camino de Guadalajara a la costa sur del estado de Jalisco. Sus deberes eran: ejercitar cierta supervisión sobre los párrocos de su vicaría, y suplirlos en caso de necesidad.
Desde su primer sermón se ganó la confianza y admiración de sus feligreses y con su fervorosa predicación comenzó a encender en el corazón de todos el amor al sagradísimo corazón de Jesús. Una de sus primeras preocupaciones fue visitar el hospital y al encontrarlo en ruinas concibió la idea de reedificar la finca.
Formó grupos de fieles para integrarlos a la labor parroquial, sin distinción de clases, sexos o edades. Tuvo especiales atenciones para los obreros, a quienes exhortaba a la fraternidad y a la observancia de una vida netamente cristiana. Se ganó la simpatía de sus feligreses por brindarles un trato siempre amable, de sincera amistad, de estímulo al cumplimiento de sus deberes.
Con motivo de la persecución religiosa tuvo que ocultarse desde enero de 1927, puesto que el gobierno federal le había declarado una persecución más severa desde que colocó la cruz en "La Loma", considerando este hecho como un delito. Desde la casa donde estaba escondido vigilaba, oraba y trabajaba por sus feligreses, a los que nunca quiso abandonar. En ese tiempo se dedicó a escribir las normas que habrían de regir a la comunidad religiosa fundada por él.
El 25 de junio de 1927 se disponía a celebrar la santa misa cuando llegaron los soldados y sitiaron la casa de la familia Agraz, luego entraron a catearla por orden expresa del coronel Calderón, quien había recibido telegráficamente esta orden:
Procédase con todo rigor en contra del cura rebelde
Los soldados tomaron prisionero al Padre José María Robles y lo condujeron al cuartel de los agraristas donde pasó el resto del día y parte de la noche. Se iniciaron algunas diligencias ante los jefes militares para lograr su libertad pero fueron rechazadas hasta con groserías.
A media noche, sujeto con cuerdas, fue sacado de la cárcel y obligado a caminar rumbo a la sierra de Quila. Un soldado al notar que se le dificultaba caminar, le cedió el caballo. Al llegar a la parte más alta de la sierra, los soldados se detuvieron a los pies de un frondoso roble. El Padre José María comprendió que lo iban a ahorcar entonces libro de toda culpa a sus agresores, tomo la cuerda en sus manos, la bendijo y se la echó al cuello. Los soldados consumaron el crimen y lo bajaron. Poco tiempo después ordenando a unos arrieros que dieran aviso a la gente de la ranchería de Quila que allí estaba un ajusticiado; era la madrugada del 26 de junio de 1927.
Vinieron algunas personas de una carbonera cercana y sepultaron superficialmente el cadáver, sin reconocer que era el del Señor Cura de Tecolotlán. Al día siguiente, 27 de junio, fue exhumado por gente de Quila y llevado a la población donde lo velaron y le dieron sepultura.

## Personalidad
Desde su juventud supo unir una notable lucidez intelectual a un espíritu de virtuosa humildad.
Se distinguió por la perseverancia y constancia en superar los obstáculos, como el caso de la fundación de su congregación, pero su virtud relevante era el amor al Corazón de Jesús y su deseo vehemente de salvar a los hombres. Celebraba la santa misa con mucho fervor y trataba de infundir en sus feligreses el amor a la Eucaristía. Amaba entrañablemente a la Santísima Virgen. Lleno de caridad para con todos, se prodigaba en el confesionario y en la atención a los enfermos.
Sus compañeros lo apodaron el loco del Sagrado Corazón. Un deseo vehemente por divulgar el amor de Dios a los hombres lo llevó a cultivar una espiritualidad centrada en el Sagrado Corazón de Jesús.
Existe una capilla dedicada a San José María Robles, en la Sierra de Quila, en la que se pueden encontrar también reliquias y algunas de sus cosas personales

## Oración
| Oración |
| --- |
| Señor Dios nuestro, que concediste al Santo José María Robles Hurtado amar y hacer amar al Corazón de Jesús en la Eucaristía, practicar y promover el verdadero amor a la Santísima Virgen, entregarse con generosidad al servicio del prójimo vivir con plenitud su sacerdocio y ser un fiel testigo de Cristo, hasta el martirio. Ayúdanos a vivir, a ejemplo suyo, en constante actitud de servicio y solidaridad con los más necesitados. (Petición) San José María Robles, apóstol incansable del Corazón Eucarístico de Jesús, ruega por nosotros. |

## Su museo

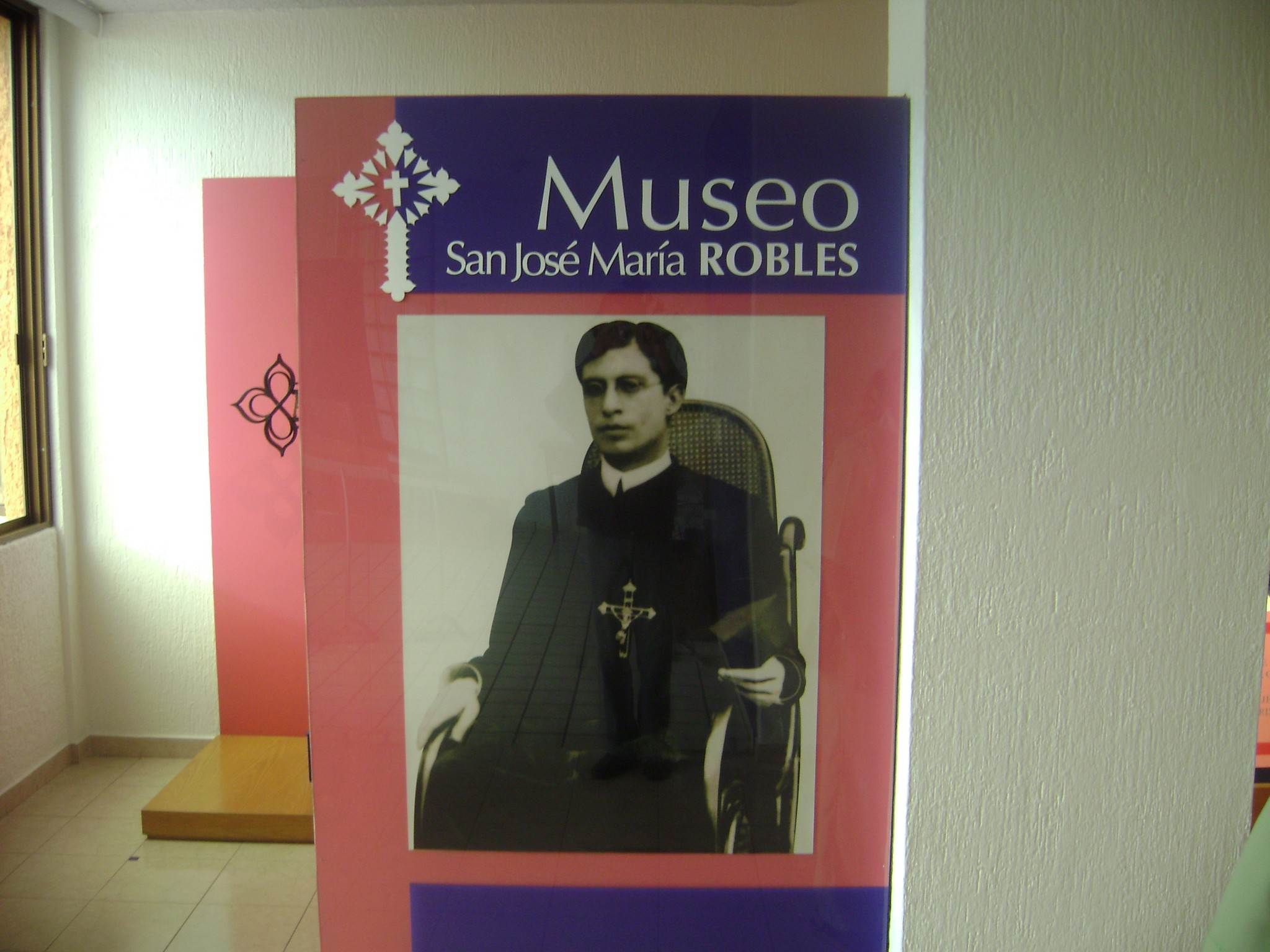
Museo dedicado a San José María Robles Hurtado.

Se puede visitar un museo dedicado en su honor, ubicado en la casa general de la Congregación de las Hermanas del Corazón de Jesús Sacramentado, en la ciudad de Guadalajara, Jalisco. Donde se explica de manera detallada su vida y su obra. 
Se pueden observar algunos de sus escritos originales, admirar muchas fotografías de él, de su familia, de los lugares donde vivió y algunas de sus pertenencias: ropa, muebles y diversos objetos dedicados al culto sagrado que él usó durante su vida.

## Beatificación
El siervo de Dios, José María Robles Hurtado fue beatificado por el papa Juan Pablo II en la Solemnidad de Cristo Rey, el 22 de noviembre de 1992, durante el año del quinto centenario del descubrimiento y evangelización de América, y la cuarta conferencia general del episcopado latinoamericano, en una ceremonia celebrada en la basílica de San Pedro de la Ciudad del Vaticano, junto con sus 24 compañeros mártires y la madre María de Jesús sacramentado Venegas.
Por beato entendemos la sentencia del papa que declara con solemnidad la santidad de un siervo de Dios con la cual se autoriza a recibir culto parcial, en lugares determinados por la Santa Sede.

## Canonización
El Beato José María Robles Hurtado fue canonizado el quinto Domingo de Pascua, día 21 de mayo del 2000, por Juan Pablo II, en ceremonia celebrada en la plaza de San Pedro de la Ciudad Vaticano, ante la presencia de más de 40 mil mexicanos, entre los que se encontraba un grupo de 150 de sus hijas religiosas, y algunos familiares.